# Raymond s'en va-t-en guerre
Pour les articles homonymes, voir Hands Up!.
Pour plus de détails, voir Fiche technique et Distribution.
Raymond s'en va-t-en guerre (Hands Up!) est un film muet d'espionnage américain réalisé par Clarence G. Badger et sorti en 1926.

## Synopsis
Jack est un espion de la confédération pendant la Guerre de Sécession américaine, il tente de capturer une cargaison d'or appartenant à l'Union. Parmi tous les obstacles qu'il rencontre, deux sœurs, des indiens hostiles et un peloton d'exécution. Le film montre des documents historiques où l'on voit Abraham Lincoln, Brigham Young et Sitting Bull.

## Fiche technique
- Titre : Raymond s'en va-t-en guerre
- Titre original : Hands Up!
- Réalisation : Clarence G. Badger
- Scénario : Monte Brice, Lloyd Corrigan et Reggie Morris
- Photographie : H. Kinley Martin
- Durée : 60 minutes
- Pays : États-Unis
- Couleur : noir et blanc
- Format : 1,33 : 1
- Son : muet
- Lieu de tournage : parc de Red Rock Canyon, Californie, États-Unis
- Date de sortie : 
  - États-Unis : 11 janvier 1926

## Distribution
- George A. Billings : Abraham Lincoln
- Virginia Lee Corbin : Alice Woodstock
- Charles K. French : Brigham Young
- Raymond Griffith : Jack, a Confederate Spy
- Noble Johnson : Sitting Bull
- Montagu Love : Capt. Edward Logan
- Marian Nixon : Mae, the Girl He Loves
- Mack Swain : Silas Woodstock

## Autour du film
Le film a été incorporé au Registre national du film des États-Unis en 2005.